# Quinton Hosley
Quinton Robert Hosley (ur. 25 marca 1984 w Nowym Jorku) – amerykański koszykarz, występujący na pozycji niskiego skrzydłowego, posiadający także gruzińskie obywatelstwo.
W latach 2005–2007 występował w NCAA w barwach Fresno State. W 2007 r., gdy nie dostał się do NBA, spróbował swoich sił w Europie. Jego pierwszym zespołem był Pinar Karsiyaka, w którym w sezonie 2007/08 rozegrał 29 spotkań, zostając królem strzelców ligi tureckiej i zdobywając średnio 22,9 punktu na mecz (ponadto zanotował 11,7 zbiórki i 3,6 asysty). Następnie przeniósł się do Realu Madryt, w którym rozegrał pół sezonu 2008/09. W lidze ACB i Eurolidze rozegrał łącznie 34 mecze. Zdobywał w nich średnio 7,6 punktu i 3,4 zbiórki. W połowie sezonu przeniósł się do Galatasaray Stambuł. W lidze tureckiej zagrał 16 spotkań, zdobywając w nich średnio 15,6 punktu, 5,2 zbiórki i 2,3 asysty na mecz.
Przez kilka lat występował w letniej lidze NBA. Reprezentował Seattle SuperSonics (2007 w Salt Lake City), Minnesotę Timberwolves (2007 w Las Vegas), Dallas Mavericks (2008 w Las Vegas).
Rozgrywki 2009/10 spędził też w Turcji, w drużynie Aliaga Petkim. W 28 meczach zdobywał średnio 18,1 punktu, 8 zbiórek i 4 asysty. W 2010 r. wrócił do Hiszpanii, do Joventutu Badalona. W 33 meczach zdobywał średnio 11,1 punktu, 5,4 zbiórki i 2 asysty na mecz. Sezon 2011/12 spędził we Włoszech, grając w Dinamo Sassari. W 37 meczach zdobywał 14,5 punktu, 5,2 zbiórki i 2,4 asysty. 9 sierpnia 2012 podpisał kontrakt ze Stelmetem Zielona Góra. Z klubem tym zdobył mistrzostwo Polski, a także otrzymał nagrodę MVP finałów sezonu 2012/13. W sezonie 2013/14 grał w Virtusie Rzym. 16 lipca 2014 ponownie podpisał roczny kontrakt ze Stelmetem Zielona Góra. W sierpniu 2015 r. związał się z rosyjskim Krasnye Oktyabr Wołgograd. 5 października 2017 został zawodnikiem tureckiego Yesilgiresun Belediye. 31 stycznia 2018 podpisał kontrakt z Anwilem Włocławek. 5 lutego 2019 podpisał po raz trzeci w karierze umowę ze Stelmetem Zielona Góra.
W styczniu 2021 r. oficjalnie zakończył sportową karierę.
Jest synem streetballowej legendy boisk Nowego Jorku – Rona „Terminatora” Mathiasa.

## Osiągnięcia

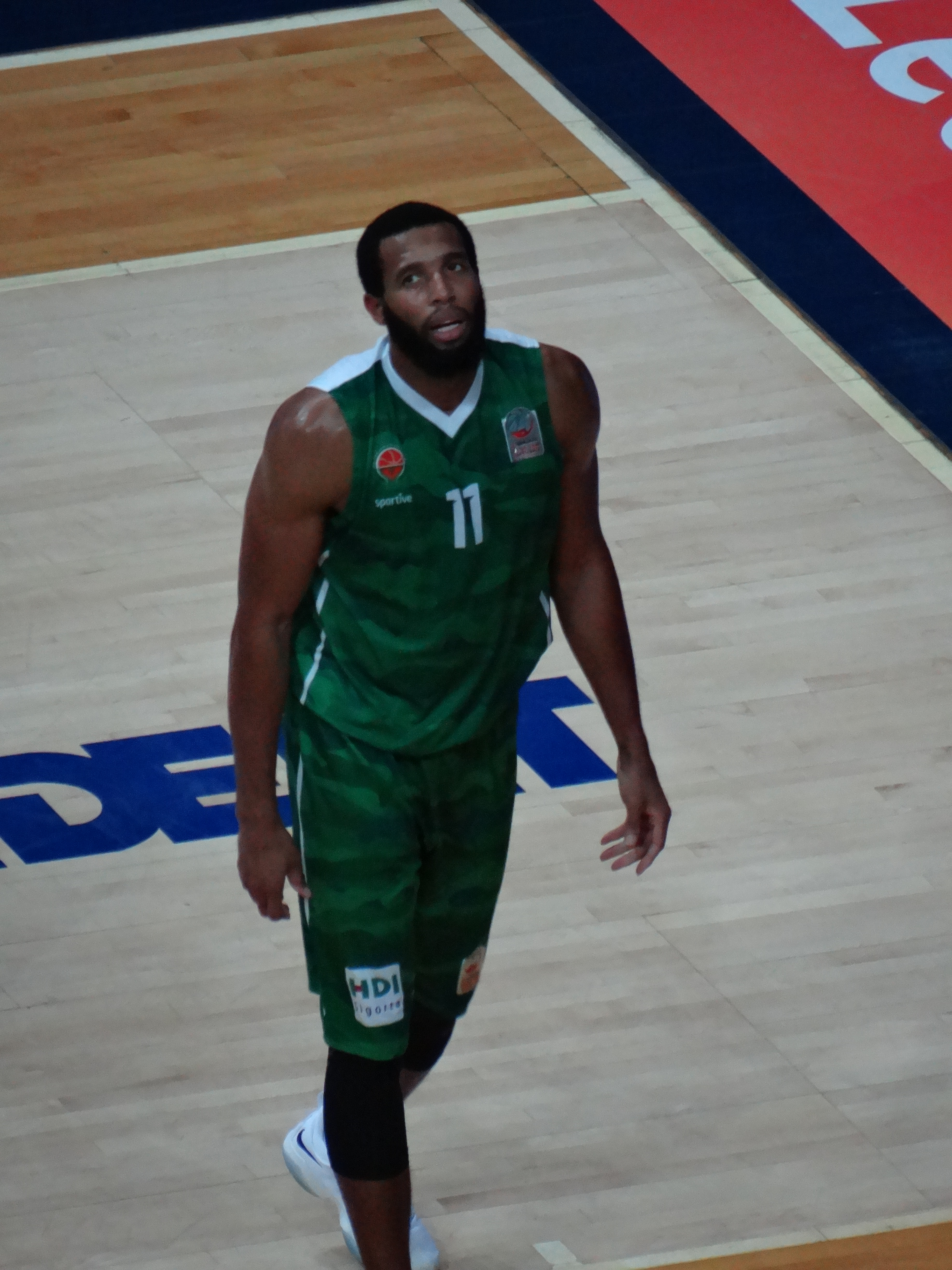
Hosley w barwach tureckiego Yeşilgiresun Belediye (10.12.2017).

Stan na 10 stycznia 2020, na podstawie, o ile nie zaznaczono inaczej.
NCAA
- Zaliczony do:
  - II składu WAC (2006, 2007)
  - składu najlepszych nowo-przybyłych zawodników konferencji Western Athletic (WAC – 2006)

Drużynowe
- 3-krotny mistrz Polski (2013, 2015, 2018[11])
- Zdobywca Pucharu Polski (2015)
- Uczestnik rozgrywek:
  - Euroligi (2008/09)
  - Eurocup (2012–2015)
  - EuroChallenge (2008/09)

Indywiaudalne
- MVP:
  - ligi tureckiej (2008)
  - PLK (2013 według dziennikarzy)[12]
  - finałów PLK (2013, 2015)
  - tureckiego meczu gwiazd  (2008)
- Laureat nagrody:
  - Najlepszy w obronie PLK:
    - 2015[13]
    - według dziennikarzy (2013, 2018)[14]
- Zaliczony do:
  - I składu PLK (2013 przez dziennikarzy, 2015 – oficjalnego[13])
  - III składu EBL (2018 przez dziennikarzy)[15]
- Uczestnik meczu gwiazd:
  - PLK (2013)
  - ligi tureckiej (2008)
- Lider:
  - ligi tureckiej w zbiórkach (2008)
  - w przechwytach ligi:
    - PLK (2013)[16]
    - tureckiej (2010, 2016)
    - włoskiej (2015)